# 村上輝夫
村上 輝夫（むらかみ てるお）は、日本の生体医工学者。九州大学名誉教授。元日本機械学会バイオエンジニアリング部門長。

## 人物・経歴
1970年、九州大学工学部機械工学科卒業。
1975年、九州大学大学院工学研究科機械工学専攻博士課程修了、九州大学工学部助手。
1978年、九州大学工学博士。
1979年、九州大学工学部講師。
1980年、九州大学工学部助教授。
1998年、九州大学工学部教授。2004年日本機械学会バイオエンジニアリング部門長。
2011年、九州大学主幹教授、九州大学バイオメカニクス研究センター長。
2012年、九州大学バイオメカニクス研究センター特命教授、九州大学名誉教授。
2016年、帝京大学福岡医療技術学部医療技術学科教授。

## 編著
- 『生体工学概論』コロナ社 2006年

### 受賞
- 1998年日本トライボロジー学会論文賞[3]
- 2001年日本機械学会バイオエンジニアリング部門業績賞[3]
- 2003年日本機械学会フェロー[3]
- 2007年日本機械学会賞（論文）[3]
- 2010年日本機械学会バイオエンジニアリング部門功績賞[5]